# Południowa grupa marszowa OUN-B
Południowa grupa marszowa OUN-B (grupa „Piwdeń”) – została sformowana w Sanoku tuż po agresji III Rzeszy na ZSRR. Na jej czele stanął Tymisz Semczyszyn (ps. Riczka). 
Przesuwała się w kierunku na Drohobycz, Stryj, Tarnopol, Płoskirów, Winnicę, Kirowohrad, Mikołajów i Dniepropietrowsk, gdzie miała utworzyć krajowy prowid OUN.

## Struktura organizacyjna
- prowidnyk (komendant)
- sztab grupy:
  - zastępca prowidnyka
  - referent personalny
  - referent łączności
  - referent wojskowy
  - referent gospodarczy
- sekretarka-maszynistka
- 12–14 drużyn (rojów) po 5–12 członków OUN-B